# アスター子爵
アスター子爵（英語: Viscount Astor）は、連合王国貴族の子爵位。アメリカの財閥アスター家の一族でイギリスに帰化したウィリアム・ウォルドーフ・アスターが1917年に叙されたのに始まる。

## 歴史

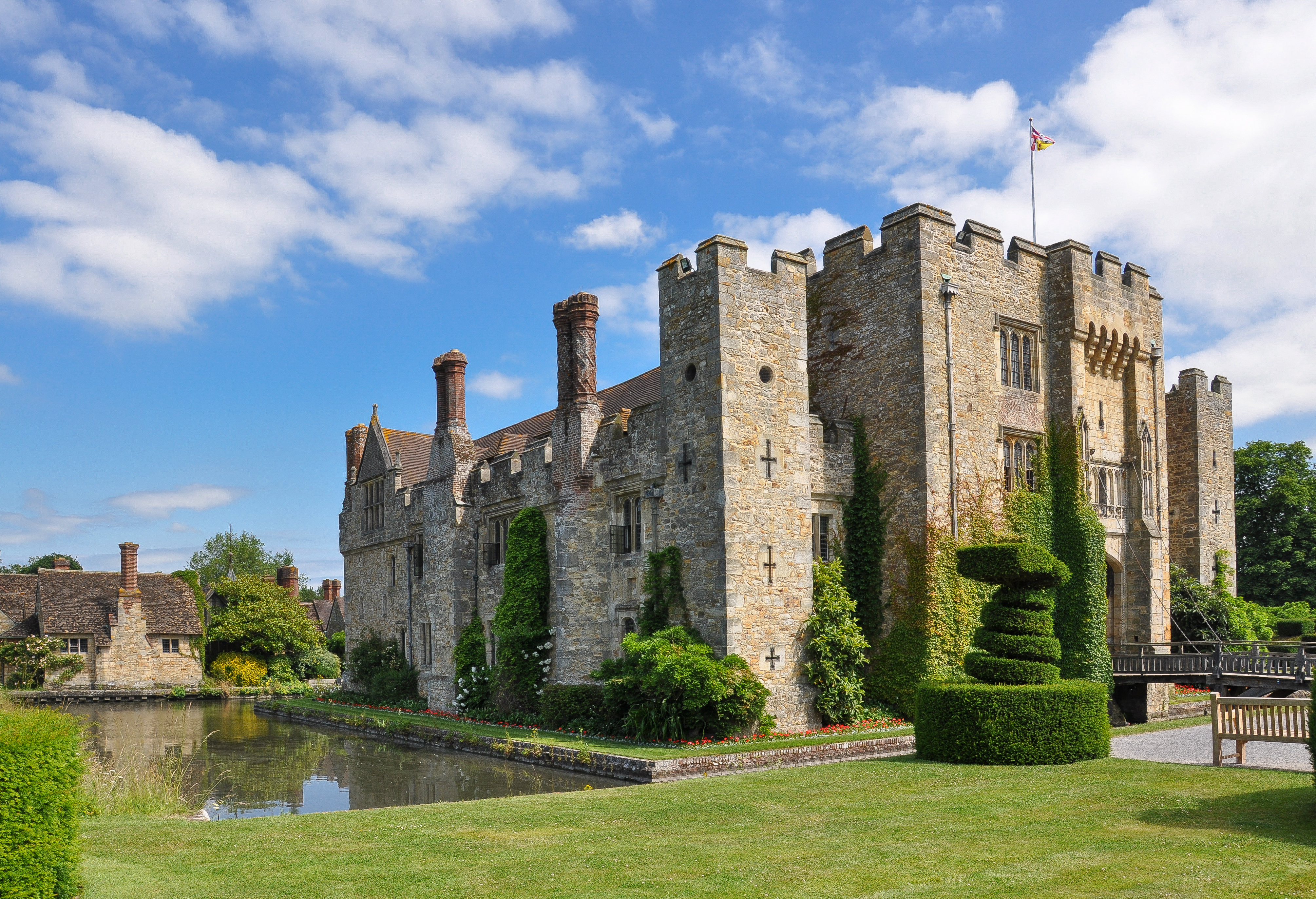
かつての子爵家の邸宅ヒーヴァー城。

初代子爵に叙されるウィリアム・ウォルドーフ・アスター(1848–1919)は、アメリカの財閥アスター家の一族でニューヨーク州議会の下院議員や上院議員を務めていたが、1899年にイギリスに帰化してイギリス臣民となった。イギリスでは『ペル・メル・ガゼット』と『ペル・メル・マガジン』を所有しつつ、慈善事業に尽くした。その功績で1916年1月26日には連合王国貴族爵位カウンティ・オブ・ケントにおけるヒーヴァー城のアスター男爵(Baron Astor, of Hever Castle in the County of Kent)、ついで1917年6月23日には連合王国貴族爵位カウンティ・オブ・ケントにおけるヒーヴァー城のアスター子爵(Viscount Astor, of Hever Castle in the County of Kent)に叙せられた。
初代子爵の長男で2代子爵を継承するウォルドーフ・アスター(1879–1952)は、統一党(保守党)の政治家で襲爵前から庶民院議員を務め、襲爵後の1918年から1919年まで食糧省(Ministry of Food)の政務次官、1919年から1921年まで厚生省(Ministry of Health)の政務次官などを務めている。また初代子爵の三男ジョン・ジェイコブ・アスター(1886-1971)も保守党の政治家で1956年にヒーヴァーのアスター男爵に叙せられている
2代子爵の息子の3代子爵ウィリアム・ウォルドーフ・アスター(1907–1966)も襲爵前に保守党の庶民院議員を務めた。
3代子爵の息子の4代子爵ウィリアム・ウォルドーフ・アスター(1951-)も保守党の政治家として貴族院で活動しており、1999年に世襲貴族の議席が92議席に限定された後も世襲貴族枠の貴族院議員に選び残されている。2017年現在の当主も彼である。
本邸はオックスフォードシャー・ワンテジにあるジンジ・マナー。かつての邸宅にはケント州ヒーヴァー村に所在したヒーヴァー城や、バッキンガムシャーとバークシャーの州境に位置するクリブデン・マナーがあった。

## 現当主の保有爵位
現当主ウィリアム・ウォルドーフ・アスターは以下の爵位を保有している。
- ケント州におけるヒーヴァー城の第4代アスター子爵 (4th Viscount Astor, of Hever Castle in the County of Kent)
(1917年6月23日の勅許状による連合王国貴族爵位)
- ケント州におけるヒーヴァー城の第4代アスター男爵 (4th Baron Astor, of Hever Castle in the County of Kent)
(1916年1月26日の勅許状による連合王国貴族爵位)

## 歴代当主一覧

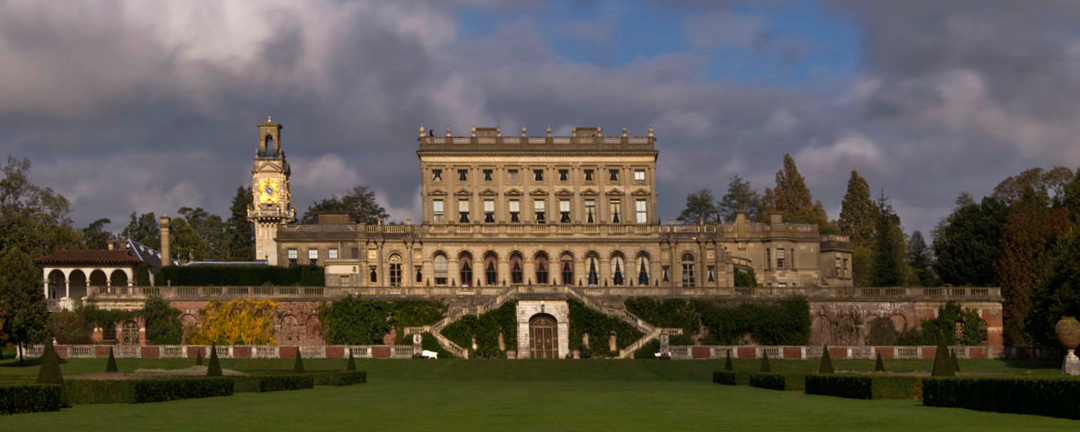
子爵家の旧邸クリブデン・マナー

### アスター男爵 (1916年)
- 初代アスター男爵ウィリアム・ウォルドーフ・アスター (William Waldorf Astor, 1848–1919)

### アスター子爵 (1917年)
- 初代アスター子爵ウィリアム・ウォルドーフ・アスター (William Waldorf Astor, 1848–1919)
- 2代アスター子爵ウォルドーフ・アスター (Waldorf Astor, 1879–1952) - 先代の息子
- 3代アスター子爵ウィリアム・ウォルドーフ・アスター（英語版） (William Waldorf Astor, 1907–1966) - 先代の息子
- 4代アスター子爵ウィリアム・ウォルドーフ・アスター（英語版） (William Waldorf Astor, 1951-) - 先代の息子
  - 法定推定相続人は現当主の長男ウィリアム・ウォルドーフ・アスター(William Waldorf Astor, 1979-)
    - その法定推定相続人は息子のウィリアム・ウォルドーフ・アスター(William Waldorf Astor, 2012-)